# آلبرت ریرا
آلبرت ریرا اورتگا (به اسپانیایی: Albert Riera Ortega) زادهٔ (۱۵ آوریل ۱۹۸۲ در ماناکور، اسپانیا) یک فوتبالیست حرفه‌ای اسپانیایی است که در گالاتاسرای در ترکیه به‌عنوان هافبک جناح چپ بازی می‌کند.